# Leptodactylus paraensis
Leptodactylus paraensis es una especie de anfibio anuro de la familia Leptodactylidae.

## Distribución geográfica
Esta especie es endémica de Brasil. Habita:
- en el Estado de Pará en la Serra Kukoinhokren;
- en el estado de Mato Grosso en el municipio de Cláudia.[5]

## Descripción
Leptodactylus paraensis mide de 99 a 129 mm para los machos y de 110 a 140 mm para las hembras.

## Etimología
El nombre de su especie, compuesto de para y el sufijo latín -ensis, significa "que vive, que habita", y le fue dado en referencia al lugar de su descubrimiento, el Estado de Pará.

## Publicación original
- Heyer, 2005 : Variation and taxonomic clarification of the large species of the Leptodactylus pentadactylus species group (Amphibia: Leptodactylidae) from Middle America, northern South America, and Amazonia. Arquivos de Zoología Sao Paulo, vol. 37, n.º 3, p. 269-348.[6]